# Діхтяр Іван Іванович
Іва́н Іва́нович Діхтя́р (нар. 27 листопада 1963, с. Воскресенка, Великоновосілківський район, Донецька область — пом. 13 лютого 2015, м. Попасна, Луганська область) — український військовик, прапорщик Збройних сил України. Загинув у боях за Батьківщину під час війни на сході України.

## Життєпис
Іван Діхтяр народився в селі Воскресенка на Донеччині. Після закінчення Красноармійського педагогічного коледжу, у 1983 році, сім років перебував на військовій службі. Навчався у Донецькому юридичному інституті МВС України. 1990 року переїхав у селище Октябрське Великоновосілківського району та розпочав роботу в органах внутрішніх справ, від дільничного інспектора до старшого слідчого. З 2008 року працював юрисконсультом.
Займав активну громадянську позицію, брав активну участь в житті селища. Був членом виконкому, головою адміністративної комісії Октябрської сільради. 2011 року вступив до Українського реєстрового козацтва, де йому присвоєне звання полковника.
В серпні 2014 року, під час російської збройної агресії проти України, Іван Діхтяр добровольцем став на захист рідного Донбасу та поїхав на фронт у складі 43-го батальйону територіальної оборони «Патріот», що був сформований у Дніпропетровську. Наприкінці 2014 року підрозділ був переформатований в 43-й окремий мотопіхотний батальйон. Прапорщик Іван Діхтяр служив на посаді старшини роти.
Загинув 13 лютого 2015 року в районі міста Попасна на Луганщині, керуючи відводом особового складу в укриття під час обстрілу. Поховали Івана у рідному селі Воскресенка, де живе його мати.
Залишилися мати, дружина, двоє дорослих дітей та онук.

## Нагороди
За час служби в армії та міліції був нагороджений кількома медалями й відзнаками.
Указом Президента України № 553/2015 від 22 вересня 2015 року, «за мужність, самовідданість і високий професіоналізм, виявлені у захисті державного суверенітету та територіальної цілісності України, вірність військовій присязі», нагороджений орденом «За мужність» III ступеня (посмертно).